# الکس کنیون
الکس کنیون (انگلیسی: Alex Kenyon؛ زادهٔ ۱۷ ژوئیهٔ ۱۹۹۲) بازیکن فوتبال اهل بریتانیا است.
از باشگاه‌هایی که در آن بازی کرده‌است می‌توان به باشگاه فوتبال مورکم، باشگاه فوتبال استوک‌پورت کانتی، باشگاه فوتبال لانکستر، و باشگاه فوتبال چورلی اشاره کرد.